# Hakan Demir (Politiker)
Hakan Demir (* 16. November 1984 in Çorum, Türkei) ist ein deutscher Journalist und Politiker (SPD). Seit der Bundestagswahl 2021 ist er Abgeordneter seiner Partei für den Berliner Wahlkreis Neukölln.

## Persönlicher Werdegang
Demir verbrachte seine Kindheit in Krefeld am Niederrhein. Er absolvierte ein Studium der Politikwissenschaft, Philosophie und Betriebswirtschaftslehre in Trier und verbrachte ein Auslandsjahr in Istanbul. Wegen seiner damaligen Freundin zog Demir im Jahr 2012 nach Berlin-Neukölln. Er war Mitherausgeber der Zeitschrift MiGAZIN.

## Politischer Werdegang
Im Jahr 2010 trat Demir in die SPD ein. Er war Mitarbeiter im Bundestagsbüro des SPD-Abgeordneten Karamba Diaby aus Halle (Saale).

### Deutscher Bundestag
Bei einer Mitgliederbefragung im Vorfeld der Bundestagswahl 2021 setzte Demir sich mit 51,95 % zu 45,18 % gegen den Mitbewerber Tim Renner für die Direktkandidatur im Wahlkreis Neukölln durch, obwohl letzterer als Favorit der Berliner SPD-Landesvorsitzenden Franziska Giffey und des Neuköllner Bezirksbürgermeisters Martin Hikel gegolten hatte. Er konnte sich im Anschluss bei der Bundestagswahl gegen Andreas Audretsch von Bündnis 90/Die Grünen durchsetzen und zog damit als Vertreter Neuköllns in den Bundestag ein.
Er war Mitglied im 1. Untersuchungsausschuss der 20. Wahlperiode des Deutschen Bundestages, der sich mit den Geschehnissen im Zusammenhang mit dem Abzug der Bundeswehrtruppen aus Afghanistan und der Evakuierung des deutschen Personals, der Ortskräfte und anderer Personen im Zeitraum vom 29. Februar 2020 bis zum 30. September 2021 befasste. 
Er ist Co-Abteilungsvorsitzender der Abteilung Rixdorf (vergleichbar einem SPD-Ortsverein) und Mitglied bei ver.di und der AWO.  Als Mitglied des Forums Demokratische Linke 21 gehört Demir dem linken Flügel der SPD an.
Bei der Bundestagswahl 2025 ist Hakan Demir über Platz 3 der Berliner Landesliste der SPD in den Deutschen Bundestag eingezogen. Im 21. Deutschen Bundestag ist er ordentliches Mitglied im Ausschuss für Recht und Verbraucherschutz sowie im Innenausschuss.